# 孫良誠
孫 良誠（そん りょうせい、1893年6月22日 - 1951年5月10日）は中華民国の軍人。北京政府、国民軍、国民政府（国民革命軍）に属し、後に汪兆銘（汪精衛）の南京国民政府に参加した。また、馮玉祥配下の「十三太保」の1人としても知られる。原名は良臣。字は少雲。

## 事跡

### 国民軍での活躍
父の孫雲亭は清軍の哨官であったが、給料はわずかで、農業で生計を立てた。糊口を凌ぐ生活に耐えきれず、1909年より軍に志願、北洋新軍6鎮で勤務した。1912年（民国元年）より陸建章の左路備補軍に加入。そこで上官の馮玉祥からその才能を見込まれ、少尉に任官しその後順調に昇進していく。
1924年」（民国13年）10月の北京政変（首都革命）直前には旅長に昇進した。1926年（民国15年）春、国民軍第1軍第2師師長として蘭州に駐屯した。同年10月には、8カ月に渡り西安を包囲していた劉鎮華率いる鎮嵩軍を激戦の末に撃破している。この軍功により、孫良誠は国民軍第4軍軍長に昇進した。
中国国民党の北伐でも、孫良誠は国民革命軍第2集団軍第1方面軍総指揮として軍事的成果をあげた。1928年（民国17年）5月、北京政府軍を掃討して山東省に入った孫良誠は、山東省政府主席に任命された。孫良誠は堅実な山東省統治を実施し、済南事件や北京政府の統治で混乱していた山東省に一定の平穏をもたらしている。
1929年（民国18年）9月、馮玉祥と閻錫山が反蔣介石への立場を表明すると、孫良誠もこれに従い反蔣戦争に参加した。しかし反蔣戦争は敗北に終わる。また作戦上の齟齬から、孫良誠は同僚の宋哲元と激しく対立した。1930年（民国19年）の中原大戦にも参戦したが、反蔣軍は敗退した。

### 日中戦争時の叛服
1933年（民国22年）5月、馮玉祥が張家口で察哈爾民衆抗日同盟軍を結成し、孫良誠は同軍で騎兵挺進軍軍長に就任する。6月には抗日同盟軍軍事委員会常務委員に就任した。しかし、蔣介石が馮玉祥を討伐しようと包囲してくると、孫良誠は病気と称して張家口に戻り、このために馮玉祥の怒りを買ってしまう。8月、馮玉祥は下野に追い込まれ、抗日同盟軍も宋哲元に接収された。孫良誠は天津に逃げ込んだ。
その後の孫良誠は引退状態となっていた。日中戦争勃発後の1939年（民国28年）、冀察戦区司令兼河北省政府主席の鹿鍾麟から冀察戦区遊撃指揮官に任命され、ようやく前線に復帰する。1940年（民国29年）春、魯西行署主任に任命された。しかし、国民政府中央からは装備・補給など様々な点で冷遇され、1942年（民国31年）には魯西行署主任を罷免された。
不満を抱いた孫良誠は、ついに南京の汪兆銘政権に帰順した。以後、南京国民政府の第2方面軍総司令、開封綏靖公署主任、蘇北綏靖公署主任などを歴任した。
日中戦争終結後は、孫良誠はそのまま蔣介石の国民政府への復帰を許され、第2路軍総指揮に任命された。その後、国共内戦に参戦している。しかし、1948年（民国37年）の淮海戦役で敗北し、一度は人民解放軍に降伏した。まもなく孫良誠は逃走し、南京を経て上海に移る。だが、上海が人民解放軍により制圧されると、孫良誠は再び逮捕された。
1951年5月10日、収監先の蘇州市で獄死した。享年59（満57歳）。